# Holmstorp
Holmstorp är en bebyggelse i Tysslinge socken i Örebro kommun, Örebro län, belägen väster om Örebro. Bebyggelsen utgjorde fram till 2015 en egen småort, för att då räknas till tätorten Latorpsbruk vars bebyggelse ligger strax norr om denna. 